# Kratochvilia pulvinata
Kratochvilia pulvinata är en spindelart som först beskrevs av Simon 1907.  Kratochvilia pulvinata ingår i släktet Kratochvilia och familjen kaparspindlar.
Artens utbredningsområde är Principe. Inga underarter finns listade i Catalogue of Life.